# Manuel Huber
Manuel Huber (Suiza, 17 de octubre de 1987) es un futbolista suizo. Jugaba de portero se retiró a los 2 años de su debut deportivo en el Grasshopper club Zurich de la primera división de suiza club en el que debutó

## Clubes
| Club                    | País  | Año   |
| ----------------------- | ----- | ----- |
| Grasshopper-Club Zürich | Suiza | 2007- |

- Datos: Q5993272